# Hanhijärvi (Övertorneå socken, Norrbotten)
Hanhijärvi är en sjö i Övertorneå kommun i Norrbotten och ingår i Torneälvens huvudavrinningsområde.